# 素股
素股（すまた）は大きく2種類の意味で使われている。

１）性器同士をこすり合わせる行為。

この使われ方は古くは江戸時代から確認され、現在も多くの映像作品のタイトルやヘルス・イメクラの基本プレイの表記などで使用されている。

２）太腿・手で挟み圧迫・摩擦することで疑似挿入感を与えるセーファーセックスの性プレー。この行為は、手コキや足コキなどと呼ばれるプレイに近い形になり、潤滑剤（ローション）を使う場合もある。
風俗等の金銭を介した行為で「素股」を行う際には、事前に生殖器を擦り合わせる前者かセーファーセックスである後者か確認しないとトラブルとなる危険性がある。
男性同士の陰茎を擦り合わせるのを兜合わせ、女性同士で生殖器を擦り合わせる行為はを貝合せと言い、これらはいずれも性器同士を直接擦り合わせることで性感を得る股間交接である。

## 概説
現在では一般のカップル間でも行われる性プレーの一つではあるが、主に箱ヘルやデリヘル、ホテヘル、イメクラ、エステ (風俗店)と呼ばれる非本番系風俗店で、風俗嬢が男性客に行う擬似挿入行為である。
風俗店においては本来の性器同士をこすり合わせる素股のほか、直に性器を用いずに下腹部や太腿に密着させて疑似挿入感を与えたり、下腹部付近で手コキをさせる行為を素股と呼ぶ場合もある。風俗嬢側が男性器の先端を女性器に押し当てる行為を許してしまうと、どさくさに紛れて本番行為をしようとする客もいる。
アダルトビデオなどの映像媒体でも素股は一般的であるが、その行為自体は男女が互いの性器を擦り付けることが前提となっている。
また、風俗店が客へプレイ内容を説明するための体験動画や体験マンガのなかでも、素股は性器同士をこすり合わせるプレイとして描かれている。
前述のように直に性器を用いる性プレイであるが、一部の風俗店では性感染症の伝染や望まない妊娠などの可能性があるため、下着や水着越しであったり、コンドームやトリップスキンの着用を前提にしている場合もある。性器同士をこすり合わせるプレイができない風俗嬢は、初心者コース・育成コースなどと呼ばれる素股が基本プレイにない店に在籍させている。
性器同士が接触する素股は一部の成人女性はクリトリスへの刺激によってオーガズムに達することができ、多くの男性は圧迫と摩擦による疑似挿入感によって射精できる。

## 歴史

### 同性間

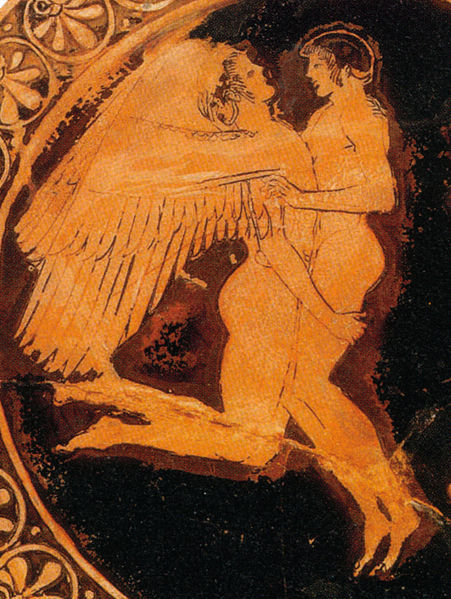
素股をおこなうゼピュロスとヒュアキントス:古代ギリシャの壺絵には素股が見られる。 ヒュアキントスの手はゼピュロスの腰に回されており、互いの性器を擦り合わせている様子が窺える。

古代ギリシャ社会のパイデラスティアと呼ばれる少年愛の関係性において、素股は、精神的な指導相手を辱める行為と考えられていたアナルセックスに代わって一般的に行われていた。古代ギリシャ語ではディアメリゼイン(希:διαμηρίζειν, diamērizein（「二量体化する」）)と呼ばれていた。
歴史学者のケネス・ドーバーは、彼の著書『ギリシャの同性愛』("Greek Homosexuality")（1978年）の中でこのことをについて紙面を大きく割いており、また、古代ギリシャにおける男性間のセックスに関する現在の理論がここで導き出されている。　ジョーン・ラフガーデンは、ドーバーの著作から引き、彼女の著書『進化の虹』("Evolution's Rainbow")（2004年）の中の一節で、古代ギリシャにおける「ゲイ男性にとっての通常位」として、対面立位の素股に言及している
。
近代の英語圏においては、男性が同性同士で行う素股は「プリンストン・ファーストイヤー」(Princeton First-Year)、「オックスフォード・スタイル」(Oxford Style)、「オックスフォード・ラブ」(Oxford Rub)、または「アイビー・リーグ ・ラブ」(Ivy League Rub)と呼ばれる、口語的には「フロット」(frot)とも言われる兜合わせであった。これらの語彙は、「家を遠く離れた男子校で、長く寒い冬を過ごす盛りのついた若い青年たちの行動」、特に19世紀のそれを表している。
同性間の素股は、バイセクシャルやゲイとして知られる、あるいはそうだったと考えられる歴史上の人物のうち、一部の彼らの性生活には欠かせないものだったと考えられている。伝記作家リチャード・エルマンによると、オスカー・ワイルドは彼の愛人であったロバート・ボールドウィン・ロスから素股を紹介されてからは、オーラルセックス以上に好んで行っていたようである。アレクサンドロス大王について、キュニコス派の哲学者が述べたとされる話によれば、生前彼は寵愛するヘファイスティオンと頻繁に素股を行っていたらしい。
歴史的に西欧において、素股はソドミー法や宗教的な制限を受けてきたが、そのほとんどがキリスト教の価値観に基づいて制定されたものだった。『ヘレナとガニメデの議論』(羅: Altercatio Ganimedis et Helene)と題された中世の文書には、ガニメデが、「臭く、スカスカで緩んだ女の洞窟」よりも「少年のツルツルした股ぐら」の方が優れていると述べている様子が描かれている。
カルカッタ郊外で実施された男性と性交渉をする男性の性的健康ニーズに関する1997年の調査の報告書によると、人口統計学的要因に基づいて回数にはばらつきがあるものの、全回答者の73%が素股を行っていた。セックスワーカーのうちわずか54%が、低所得者層は50%、ムスリムは40%しか同性間の素股を経験していない一方、ヒンドゥー教徒は82%、中所得者層のくくりでは88%が同性間の素股を経験していた。

### 異性間
青少年向けの性教育や青少年同士の性行為においては、避妊や純潔を護る手段として注目されることが多い。性科学者シェア・ハイトによる女性のセクシュアリティに関する1976年と1981年の研究によれば、一部の成人女性は素股によるクリトリスへの刺激によってオーガズムに達することができると報告している。
異性間で行われる素股は、北米およびヨーロッパ以外の文化圏でのものが、いくつか知られている。 
ズールー語ではオクソマ(okusoma)と言い、アフリカ大陸南部の若者たちに受け入れられてきた習慣として長い歴史がある。
日本語の「素股」はそのまま"sumata"として日本国外で認知されている。
日本においては、遅くとも近世以降には行われていたようである。古くは江戸時代の遊女達は月経の最中であっても働かなければ生きられない環境下にあり、経血を付着させてしまうなど客に不快な思いをさせないため、男性器が女性器に挿入しなくて良い手技として編み出された。古来より受け継がれてきた伝統的な行為だとされる説もある。
風俗求人サイトにおける素股の説明も性器同士をこすり合わせることを前提として挿入をふせぐテクニックを説明していた。
概ね2010年以前の違法風俗店において、性器同士を擦る行為を業務内容として指導していたという。違反行為を推奨することで競合店との格差を付けようとしていた背景がある。しかし、令和現代のホワイト化が進む風俗業界においては、性器の擦り付けは不適切だと認識共有されているとする説を主張し「素股は性器同士が接触しないプレイである」という記載をする風俗求人サイトが2020年以降現れ出した。ただし、「当店の素股は性器同士が接触しないプレイである」とHP内で客へ説明している風俗店は2023年現在確認できない。

## マンズリ（まんずり）という呼称
女性のオナニー
最も広く通用する意味での「マンズリ」は女性のオナニーのことである。
男性のオナニーのことをせんずりと呼称することから、男・女の対応を数字の千・万にかけて　せんずり、まんずり　と並べて使用されることも多い。
小説内の使用例：「命じられてもいないのに、オナニーを始めてしまったのです。「誰がマンズリしろと言った」」（『小説秘戯』編集部　淫蕩熟女・崩れる羞恥心）
漫画内の使用例：「ママが死ぬか　マンズリするか　二択から選べ‼」（栗原正尚　怨み屋本舗WORST 17 - 145 ページ）
映像作品のタイトルでの使用例：「相互オナニー 熟女のマンズリ見ながらセンズリ！！」他多数。
ソープランド等でおこなわれるマットプレイ技の一種
うつぶせになった男性にまたがり、女性器の部分で男性の太腿や脹脛をこするプレイ。男性の体を使ったオナニーのような形になるためこのように呼ばれている。
亀頭の先端を女性器にこすりあてる行為
「素股」は性器同士をこすり合わせる行為のことであるが、風俗店では挿入の危険をなくすため亀頭を手で押さえることが多い。ここで亀頭の先端を女性器にこすりあてる行為を禁止プレイとし一般的な「素股」と区別して「マンズリ」と呼称している、という描写がみられる。
年配の風俗嬢が「昔から風俗店でマンズリは禁止されていた」という場合はこの「亀頭の先端を女性器にこすりあてる行為」のことである。
一般的には使用されず風俗嬢の周りでしか使用されていない使い方である。
性器同士をすり合わせる行為（一般にいう素股）
近年、一般に素股と呼ばれる「性器同士をすり合わせる行為」を「マンズリ」と称して「素股」は手や尻やふともものみを使用する性器接触しないプレイである、という言説がみられる。
- 駅ちか！高収入求人ココア-ココミル-あなたは正しい『素股』してますか？素股とマンズリの違いを解説！【2020.08.05更新分】[40]
- シンデレラグループワタデキ-その素股、危険です⁉ 素股VSマンズリの違いを解説します　投稿日：2020年8月26日[41]
- 風俗求人ももジョブ-ももジョブブログ-新人風俗嬢必見！体位別【素股】のやり方・テクニック大公開♪【2020.11.05追記分】[42] （ページに2015/05/09作成とあるが「マンズリ」の記載が追記されたのは2020/11/05である。他の部分は古い記載のため素股の説明自体は性器同士が接触する内容になっている）[43][44]

作成日を確認するとわかるが、すべて2020年以降の風俗求人サイトでの言説である。若い女性を素股プレイがある風俗店へスカウトするため「素股」に安心感をあたえようとしているキャンペーン的活動という説がある。風俗店が客に説明しているプレイとは異なるので注意が必要である。風俗店側では性器接触に不安を覚える風俗嬢に対しては「素股の時にコンドームを使用させる」「素股が基本プレイにない店へ在籍させる」という対応をとっている。仮に性器同士をすり合わせる行為が「素股」ではないならば、ゴム素股店の存在がありえず、禁止事項に「本番禁止」とならんで「性器同士の接触禁止」と記載されているはずだがそのような店舗は存在しない。現在は風俗店が設定したプレイを拒否する風俗嬢の発生を誘発しており客とトラブルになる事例が確認できる。
なお「風俗店での素股はもともと性器接触しない、それはマンズリという別のプレイである」という言説は、あくまでも一部の新しい意見であり、「素股」というプレイが昔からそのように使用されていたとする根拠は乏しい。ただし今後この言説を風俗店も採用して「オプションとしてマンズリを設定する風俗店」、「当店の素股は性器接触しないプレイであるとHPで説明する風俗店」が新しく出現する可能性はある。
いずれにしても、「マンズリ」は「女性のオナニー」という意味がもっとも広く使用されており、他の意味で使用することは混乱を招きやすい。

## 体位ごとの種類・その他セーファーセックス
騎乗位素股
男性が仰向けになり、女性が陰茎に手を添えて跨がり、尻または下腹部に陰茎を密着させて前後に手と体を動かして摩擦する。女性主体のため男性が疲れにくい体位であり、最もスタンダードな素股である。
正常位素股
ペニスの根本がちょうどクリトリスに当たるような位置に誘導する。女性が仰向けになり、男性がペニスを女性の腹部と手に密着させて前後に体を動かす。男性主体のため女性が疲れにくい体位ではあるが、女性よりも男性は体重があることが多いため、男性は配慮が必要である。
後背位素股
女性がうつ伏せになり、男性が女性の太腿にペニスを挟み込んで上下に体を動かす。男性主体のため女性が疲れにくい体位ではあるが、女性よりも男性は体重があることが多いため、正常位素股同様に男性は配慮が必要である。
対面素股
男性にまたがり、陰唇にペニスを沿わせる。ペニスがぶれないように手を添え、性器をペニスに押し付けるように上下に動かす。女性と男性双方が向かい合い、女性の尻と手にペニスを挟み込んで前後に体を動かす方法もある。大きく体を動かすことは難しいが、疲れにくく、男女が相互に愛撫しやすい。
通常のセックスの体位になぞらえて素股をすることが出来る。風俗嬢はマンズリや素股事故、どさくさ挿入による粘膜接触・性病を防ぐために、素股のときは必ずペニスを握る・手を添えることを忘れないようにすべきとされている。
粘膜・体液接触を防ぐおすすめセーファーセックスサービス体位には、上記のもの以外にも様々な手法が存在する。

## 感染予防
セーファーセックスあるいはセーフセックス(英: Safer sex, Safe sex)は、性感染症およびHIV（以下、性病等）に感染するリスクを減少させる行動を取りながら、互いに粘膜接触をさせないよう配慮した性行為をする考え方である。
マンズリによる素股は前述のように直に性器を用いる性プレーであるためセーファーセックスには分類されない。マンズリは粘膜接触が原因による性病にかかる可能性がある。また女性はヒトパピローマウイルスの感染によって子宮頚癌を発症するリスクもある。
近年では特に、性感染症の定期検査を受けていない人達が梅毒の感染を広げているのではないかと懸念の声もある。20代〜30代女性の梅毒罹患者数は急激に増加傾向にあり、自ら性病検査をする女性が増えたことにより認知できる数が増えたとも言える。
また男性も同様に30代〜50代の梅毒罹患者数は増加傾向にある。男女別患者報告数は、男性は女性のおよそ2倍となっている。
各々が十分な知識を持ち、無症状だからといって自分だけは大丈夫などと思わず、定期的に性病検査を行う必要がある。

## 俗説と迷信
インターネットなどで、素股で女性が快感を得られると謳う記事も存在するが、デメリットに関しては触れられていないことが多い。故に正確な知識を得ることが困難な人々に対して、誤認を生み出す原因となっている。前記のように、性病感染または望まない妊娠という女性特有の不安を抱えた状態の性行為において、恐怖感を抱えることは少なくない。